# Popești (Vrancea)
Popești es una comuna ubicada en el distrito de Vrancea, Rumania.

## Superficie
Posee una superficie de 14,46 kilómetros cuadrados.

## Demografía
Hasta 2021 la población era de 2814 habitantes, con una densidad de población de 194,6 habitantes por kilómetro cuadrado.